# Korotojak (Kraj Ałtajski)
Korotojak (ros. Коротояк) – wieś w Federacji Rosyjskiej,  w Kraju Ałtajskim, w rejonie chabarskim, ośrodek administracyjny osiedla wiejskiego sielsowiet korotojacki (Сельское поселение Коротоякский сельсовет)

## Historia i współczesność
W 1906 r. rozpoczęła się stołypińska reforma rolna, która umożliwiła swobodną migrację z europejskiej części Rosji na Syberię. W 1910 r. na tereny syberyjskiej wsi Ust´-Kurja przybyli chłopi znad Donu. Miejscowi nie chcieli jednak nowych osadników, więc koloniści założyli nową osadę, której na lokalnym zebraniu w 1913 r. nadano nazwę Korotojak na cześć ojczystej wsi Korotojak w obecnym obwodzie woroneskim. Początkowo mieszkańcy osiedlali się wzdłuż jednej ulicy, którą nazwano Woroneską. Z czasem jednak osada się rozrastała i wytyczono kolejne ulice. Przy Woroneskiej zaś zbudowano cerkiew, zamienioną w czasach sowieckich na klub.
Według wykazu „Списка населенных мест Сибирского края” z 1928 r. wieś posiadała radę wsi (sielsowiet) i szkołę podstawową. Funkcjonowało 265 gospodarstw, w których mieszkało 1480 osób.
W 1931 r. we wsi utworzono kołchoz „Ścieżka Iljicza”, który w 1965 r. został przekształcony w sowchoz Korotojakskij. W 2005 r. gospodarstwo stało się częścią kompleksu rolno-przemysłowego Grana-Chabary.
Od 1955 r. działalność produkcyjną we wsi prowadzi przedsiębiorstwo Korotojakski Elewator zajmujące się przetwarzaniem pszenicy, jęczmienia, owsa i grochu.
Oprócz dwóch wymienionych przedsiębiorstw na terenie wsi znajduje się szkoła średnia, przedszkole, przychodnia ratownictwa medycznego i położnego, ośrodek kulturalno-rekreacyjny oraz biblioteka. 
Według danych na rok 2010 we wsi mieszkały 1093 osoby, zaś według stanu na 1 stycznia 2019 r. – 923.